# Malvenrost
Der Malvenrost (Puccinia malvacearum) ist eine Ständerpilzart aus der Ordnung der Rostpilze (Pucciniales). Der Pilz ist ein Endoparasit von Malvengewächses des Tribus Malvae. Symptome des Befalls durch die Art sind Rostflecken und Pusteln auf den Blattoberflächen der Wirtspflanzen. Sie ist weltweit verbreitet.

## Merkmale

### Makroskopische Merkmale
Malvenrost ist mit bloßem Auge nur anhand der auf der Oberfläche des Wirtes hervortretenden Sporenlager zu erkennen. Sie wachsen in Nestern, die als gelbliche bis braune Flecken und Pusteln auf den Blattoberflächen erscheinen.

### Mikroskopische Merkmale
Das Myzel des Malvenrosts wächst wie bei allen Puccinia-Arten interzellulär und bildet Saugfäden, die in das Speichergewebe des Wirtes wachsen. Seine Telien wachsen in der Regel blattunterseitig und sind in etwa 200 µm breit. Spermogonien, Aecien und Uredien bildet der Pilz nicht aus. Die meist unterseitig auf den Wirtsblättern und an Kelchblättern sowie jungen Früchten wachsenden Telien der Art sind braun, unbedeckt und polsterförmig. Die hellgelben Teliosporen sind zweizellig, in der Regel kurz spindel- bis kurz keulenförmig und 35–63 × 17–24 µm groß. Ihre Stiele sind farblos und bis zu 150 µm lang.

## Verbreitung
Das bekannte Verbreitungsgebiet des Malvenrostes umfasst die ganze Welt. Ursprünglich war es auf Chile beschränkt, später wurde die Art in andere Weltgegenden verschleppt.

## Ökologie
Die Wirtspflanzen des Malvenrostes sind verschiedene Malven-, Eibisch- und Malvastrum-Arten. Der Pilz ernährt sich von den im Speichergewebe der Pflanzen vorhandenen Nährstoffen, seine Sporenlager brechen später durch die Blattoberfläche und setzen Sporen frei. Die Art verfügt über einen mikrozyklischen Entwicklungszyklus (er bildet nur Telien aus) und macht keinen Wirtswechsel durch.